# NGC 3834
NGC 3834 (również PGC 36443) – galaktyka soczewkowata (E/S0), znajdująca się w gwiazdozbiorze Lwa. Odkrył ją Heinrich Louis d’Arrest 29 grudnia 1861 roku.
W galaktyce tej zaobserwowano supernową SN 1968F.